# Sonate pour clarinette, flûte et piano
La Sonate pour clarinette, flûte et piano, op. 11, est une œuvre de Maurice Emmanuel. Composée en 1907, cette sonate en trio n'est créée que le 29 mars 1925, en audition privée chez le couple Robert d'Harcourt, à Paris, par Louis Cahuzac, René Le Roy et Janine Weil. L'œuvre doit encore attendre 1929 pour être publiée aux éditions Henry Lemoine. Elle est considérée aujourd'hui comme l'une des partitions qui font le mieux connaître l'œuvre de ce compositeur.

## Composition

### Contexte
À quarante-cinq ans, Maurice Emmanuel traverse une période particulièrement troublée dans sa carrière, que son biographe Christophe Corbier présente comme « la spirale de l'échec » : en 1907, « le Conservatoire, le Collège de France, la Sorbonne, l'Église l'ont tour à tour exclu ou rejeté. Alors que ses fonctions d'organiste à Sainte-Clotilde auraient pu lui servir de tremplin pour se faire connaître, sa carrière de musicien est toujours au point mort, ses partitions restent inédites ».
Parmi tous ces revers, l'amitié et les encouragements d'un autre compositeur et organiste comme Charles Tournemire lui permettent de composer à nouveau, librement.
Dans un texte autobiographique, Mes avatars, le compositeur précise ses intentions à propos de sa Sonate pour clarinette, flûte et piano : « À partir de ce moment-là, sans dogmatiser, sans voir dans les modes du folklore, du Moyen-Âge, de l'Antiquité et des Hindous (qui les pratiquent tous) les seuls éléments utilisables, et en considérant la magnifique (bien que volontairement étroite) langue classique des professionnels et aussi le chromatisme de Debussy comme des moyens équivalents, j'ai tenté la fusion de tous ces langages ».

### Création
La Sonate pour clarinette, flûte et piano n'est créée que le 29 mars 1925, en audition privée chez le couple Robert d'Harcourt, à qui l'œuvre est dédiée. Les interprètes en étaient le clarinettiste Louis Cahuzac et le flûtiste René Le Roy, avec Janine Weil au piano. L'œuvre doit encore attendre 1929 pour être publiée aux éditions Henry Lemoine.

## Analyse

### Instrumentation
Dans cette partition, Maurice Emmanuel n'emploie que la clarinette en si, pour son agilité et sa souplesse à jouer les batteries du mouvement lent. Le compositeur lui confie le premier thème, « plein d'allant et d'une gaîté un peu naïve, rappelant la veine populaire », qui sera repris dans le dernier mouvement :

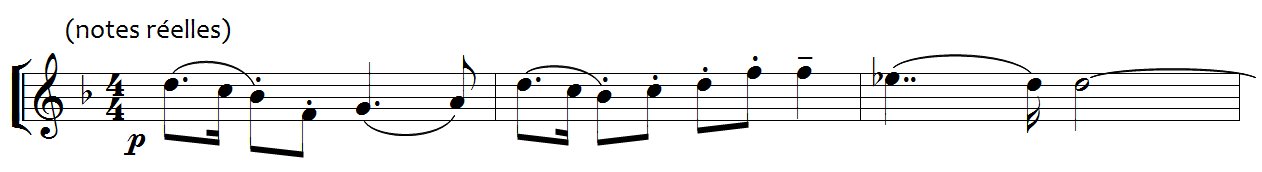
Premier thème de la Sonate pour clarinette, flute & piano.

### Structure
L'œuvre est en trois mouvements, « concis, brefs, denses, dans la traditionnelle alternance vif-lent-vif, rappelant la musique du XVIIIe siècle » :
1. Allegro con spirito ( = 108) à 
 dans le mode de Fa (lydien) sur si bémol[7],
2. Adagio, ben cantando ( = 60) à 
, en mode de Ré (dorien), « page dépouillée, bouleversante[6] », s'ouvrant sur « quatre mesures hésitantes, douloureuses, ultra-chromatiques[8] »,
3. Molto allegro e leggierissimo ( = 92) à 
 dans le mode du premier mouvement, « comme si l'on assistait à la progressive renaissance de la vie[8] ».

## Postérité
En 1960, Paul Pittion oublie de mentionner cette Sonate parmi les œuvres de Maurice Emmanuel, « toutes d'une substance modale riche et originale ». Autre témoignage de cette méconnaissance persistante, en 1977, Antoine Goléa ne mentionne le compositeur que dans l'entourage de Debussy et ne cite aucune de ses œuvres…
En 1987, Harry Halbreich loue en revanche l'alliance de « la concision, la liberté et la fraîcheur modale […] avec toute la souveraine maîtrise de la maturité », et salue dans le premier mouvement « le thème principal à l'allure de chanson populaire [qui] ne quitte plus notre mémoire », dans le deuxième mouvement « la brève mais intense méditation », et dans le troisième mouvement « la verve narquoise, au parfum agreste », pour conclure qu'« en moins de douze minutes, tout a été dit ».
En 2010, le musicologue présente la Sonate pour clarinette, flûte et piano comme la partition « dans laquelle on s'accorde généralement à voir le chef-d'œuvre de la musique de chambre d'Emmanuel, dont c'est d'ailleurs la page la moins inconnue et la plus jouée. Après des années de doute, le compositeur y retrouve sa vraie nature, avec la maîtrise accrue de la pleine maturité ».

## Discographie
- Maurice Emmanuel : Les six Sonatines pour piano, Sonate pour clarinette, flûte et piano — interprétées par Marie-Catherine Girod (piano), Alain Marion (flûte) et Richard Vieille (clarinette) — Cybelia 476 165 8 (1986, réédité par Accord en 2004).
- French Connection — interprétée par Emmanuel Pahud (flûte), Éric Le Sage (piano) et Paul Meyer (clarinette) — Emi Classics 7243557948, 2005.
- Maurice Emmanuel : musique de chambre — interprétée par Laurent Wagschal (piano), Olivier Sauvage (flûte) et Philippe Moinet (clarinette) — Timpani 1C1167, 2010.
- Charles Koechlin, Maurice Emmanuel : Music for flute, clarinet & piano — interprétée par Markus Brönnimann (flûte), Jean-Philippe Vivier (clarinette) et Michael Kleiser (piano) — Brilliant Classics 9422, 2013.

### Ouvrages de Maurice Emmanuel
- Maurice Emmanuel, Mes Avatars, La Pierre-qui-Vire, Éditions Zodiaque (n°139), 1984.

### Ouvrages généraux
- Antoine Goléa, La musique, de la nuit des temps aux aurores nouvelles, Paris, Alphonse Leduc et Cie, 1977, 954 p. (ISBN 2-85689-001-6)
- Harry Halbreich, « Maurice Emmanuel », dans François-René Tranchefort (dir.), Guide de la musique de chambre, Paris, Fayard, coll. « Les Indispensables de la musique », 1987, 995 p. (ISBN 2-213-02403-0, OCLC 21318922, BNF 35064530), p. 307-309,
- Paul Pittion, La Musique et son histoire : tome II — de Beethoven à nos jours, Paris, Éditions Ouvrières, 1960, 574 p.

### Monographies
- Christophe Corbier, Maurice Emmanuel, Paris, Bleu nuit éditeur, 2007, 176 p. (ISBN 978-2-913575-79-0 et 2-913575-79-X).
- Sylvie Douche (dir.), Maurice Emmanuel, compositeur français, Université de Paris-Sorbonne (Paris IV), Prague, Bärenreiter, 2007, 288 p. (ISBN 978-80-86385-34-1 et 80-86385-34-5, OCLC 312635540).